# Station Jevnaker
Station Jevnaker is een station in Jevnaker in de gelijknamige gemeente Jevnaker in  Noorwegen. Het station ligt aan Roa-Hønefosslinjen. Het huidige stationsgebouw dateert uit 1909 en is een ontwerp van Paul Armin Due. Het wordt als monument beschermd.
Nadat het personenvervoer tussen Oslo en Bergen vanaf 1990 via Drammen wordt afgewikkeld zijn alle stations lans de lijn tussen Hønefoss en Roa, en dus ook Jevnaker, gesloten voor personenvervoer.